# Čerhov
Čerhov es un municipio del distrito de Trebišov en la región de Košice, Eslovaquia, con una población estimada a final del año 2024 de 754 habitantes.
Se encuentra ubicado al este de la región, en la cuenca hidrográfica del río Ondava (afluente del río Bodrog que, a su vez, lo es del Tisza), y cerca de la frontera con la región de Prešov y Hungría.

## Demografía
| Año        | 1994 | 2004     | 2014    | 2024    |
| ---------- | ---- | -------- | ------- | ------- |
| Población  | 671  | 819      | 765     | 754     |
| Diferencia |      | +22,05 % | −6,59 % | −1,43 % |

| Año        | 2023 | 2024 |
| ---------- | ---- | ---- |
| Población  | 754  | 754  |
| Diferencia |      | +0 % |